# Bryidae
Bryidae, podrazred pravih mahovina.
Potklasa je mahovina ponekad poznata kao 'prave mahovine', a ponekad uzdignuta na razinu klase (Bryopsida). Oni čine daleko najveću skupinu mahovina. Protonem je tipično nitast, a iz njega nastaju pupoljci koji se razvijaju u gametofite. Gametofit može biti akrokarpan ili pleurokarpan i jako varira u veličini i obliku. Kapsula se otvara pomoću poklopca; peristom može ali ne mora biti prisutan. Nalaze se po cijelom svijetu u većini tipova staništa.

## Nadredovi i redovi
- subclassis Bryidae Engl.
  - superordo: Bryanae Goffinet & W.R. Buck
    - ordo: Splachnales Ochyra
      - Splachnaceae Grev. & Arn.
      - Meesiaceae Schimp.

    - ordo: Hedwigiales Ochyra
      - Hedwigiaceae Schimp.
      - Helicophyllaceae Broth.
      - Rhacocarpaceae Kindb.

    - ordo: Bartramiales M. Menzel
      - Bartramiaceae Schwägr.

    - ordo: Bryales Limpr.
      - Pulchrinodaceae D. Quandt, N.E. Bell & Stech
      - Bryaceae Schwägr.
      - Phyllodrepaniaceae Crosby
      - Mniaceae Schwägr.
      - Leptostomataceae Schwägr.

    - ordo: Orthotrichales Dixon
      - Orthotrichaceae Arn.

    - ordo: Rhizogoniales Goffinet & W.R. Buck
      - Rhizogoniaceae Broth.

    - ordo: Aulacomniales N.E. Bell, A.E. Newton & D. Quandt
      - Aulacomniaceae Schimp.

    - ordo: Orthodontiales N.E. Bell, A.E. Newton & D. Quandt
      - Orthodontiaceae Goffinet

  - superordo: Hypnanae W.R. Buck, C.J. Cox, A.J. Shaw & Goffinet
    - ordo: Hypnodendrales N.E. Bell, A.E. Newton & D. Quandt
      - Braithwaiteaceae N. E. Bell, A. E. Newton & D. Quandt
      - Racopilaceae Kindb.
      - Pterobryellaceae (Broth.) W.R. Buck & Vitt
      - Hypnodendraceae Broth.

    - ordo: Ptychomniales W.R. Buck, C.J. Cox, A.J. Shaw & Goffinet
      - Orthorrhynchiaceae S. H. Lin
      - Rhabdodontiaceae B. Mishler, N.E. Bell & P.J. Dalton
      - Ptychomniaceae M. Fleisch.

    - ordo: Hypopterygiales Goffinet
      - Hypopterygiaceae Mitt.

    - ordo: Hookeriales M. Fleisch.
      - Saulomataceae W. R. Buck, C. J. Cox, A. J. Shaw & Goffinet
      - Daltoniaceae Schimp.
      - Schimperobryaceae W. R. Buck, C. J. Cox, A. J. Shaw & Goffinet.
      - Hookeriaceae Schimp.
      - Leucomiaceae Broth.
      - Pilotrichaceae Kindb.

    - ordo: Hypnales W.R. Buck & Vitt
      - Rutenbergiaceae M. Fleisch.
      - Trachylomataceae W. R. Buck & Vitt
      - Rhizofabroniaceae Huttunen, Ignatov, D.Quandt & Hedenäs.
      - Fontinalaceae Schimp.
      - Climaciaceae Kindb.
      - Amblystegiaceae G. Roth
      - Calliergonaceae Vanderpoorten, Hedenäs, C. J. Cox & A. J. Shaw.
      - Helodiaceae Ochyra
      - Leskeaceae Schimp.
      - Thuidiaceae Schimp.
      - Regmatodontaceae Broth.
      - Hydropogonellaceae B.H. Allen
      - Stereophyllaceae W. R. Buck & Ireland
      - Brachytheciaceae G. Roth.
      - Meteoriaceae Kindb.
      - Myriniaceae Schimp.
      - Fabroniaceae Schimp.
      - Stereodontaceae Hedenäs, Schlesak & D. Quandt
      - Pylaisiaceae Schimp.
      - Heterocladiellaceae Ignatov & Fedosov.
      - Hypnaceae Schimp.
      - Catagoniaceae W. R. Buck & Ireland
      - Pterigynandraceae Schimp.
      - Hylocomiaceae M. Fleisch.
      - Rhytidiaceae Broth.
      - Symphyodontaceae M. Fleisch.
      - Plagiotheciaceae M. Fleisch.
      - Entodontaceae Kindb.
      - Pylaisiadelphaceae Goffinet & W. R. Buck
      - Sematophyllaceae Broth.
      - Cryphaeaceae Schimp.
      - Prionodontaceae Broth.
      - Leucodontaceae Schimp.
      - Pterobryaceae Kindb.
      - Phyllogoniaceae Kindb.
      - Lepyrodontaceae Broth.
      - Neckeraceae Schimp.
      - Orthostichellaceae Enroth, Huttunen, Tangney, M. Stech & D. Quandt
      - Echinodiaceae Broth.
      - Leptodontaceae Schimp.
      - Lembophyllaceae Broth.
      - Myuriaceae M. Fleisch.
      - Anomodontaceae Kindb.
      - Miyabeaceae Enroth, S. Olsson, Buchbender, Hedenäs, Huttunen & D. Quandt
      - Theliaceae M. Fleisch.
      - Microtheciellaceae H. A. Mill. & A. J. Harr.
      - Sorapillaceae M. Fleisch.

## Vanjske poveznice
- Bryophyte Phylogeny Poster